# Cotulinae
Cotulinae je podtribus glavočika iz tribusa Anthemideae. Postoji 10 rodova, a tipični je rod kotula (Cotula) s oko 50 vrsta jednogodišnjeg ralinja i trajnica iz Afrike, Azije i Australije.

## Rodovi
1. Schistostephium Less. (8 spp.)
2. Soliva Ruiz & Pav. (5 spp.)
3. Leptinella Cass. (34 spp.)
4. Cotula L. (58 spp.)
5. Hilliardia B. Nord. (1 sp.)
6. Hippia L. (9 spp.)
7. Adenanthellum B. Nord. (1 sp.)
8. Inezia E. Phillips (2 spp.)
9. Thaminophyllum Harv. (3 spp.)
10. Lidbeckia Bergius (3 spp.)